# Volleybalclub Weert
Il Volleybalclub Weert è una società pallavolistica femminile olandese, con sede ad Weert: milita nel campionato olandese di Promotieklasse.

## Palmarès
- Campionato olandese: 2

1999-00, 2010-11
- Coppa dei Paesi Bassi: 2

1999-00, 2010-11
- Supercoppa olandese: 3

1998, 2011, 2012